# 索桑 (上加龙省)
索桑（法語：Saussens）是法国上加龙省的一个市镇，属于图卢兹区（Toulouse）卡拉芒县（Caraman）。该市镇总面积3.02平方公里，2009年时的人口为263人。

## 人口
索桑人口变化图示